# Marián Kurty
Marián Kurty (* 13. května 1983, Bardejov, Československo) je bývalý slovenský fotbalový záložník a mládežnický reprezentant. Na kontě má i jeden start v dresu slovenské fotbalové reprezentace.

## Klubová kariéra
Talentovaný Marián Kurty začal svou fotbalovou pouť ve slovenském klubu BSC Bardejov (k roku 2013 se jmenoval Partizán Bardejov), odkud v roce 2001 přešel do Ružomberoku. Poté přestoupil do Dukly Banská Bystrica, ale kvůli přetrvávajícím zdravotním problémům se zády musel přerušit profesionální fotbalovou kariéru. Posunutá ploténka tlačila na nerv, což způsobovalo značné bolesti. Vyzkoušel mnoho léčebných metod, mj. i ozonoterapii.

## Reprezentační kariéra

### Mládežnické reprezentace
Marián Kurty působil v mládežnických reprezentacích Slovenska do 19 a 20 let. V roce 2002 se zúčastnil Mistrovství Evropy hráčů do 19 let v Norsku, kde získal s týmem bronzové medaile. Kurty vstřelil první gól prvního zápasu Slovenska v základní skupině 21. července proti Norsku a podílel se tak na fotbalové demolici soupeře v poměru 5:1.
Díky 3. místu z ME U19 2002 postoupilo Slovensko o rok později na Mistrovství světa hráčů do 20 let 2003 ve Spojených arabských emirátech, jehož se Kurty také zúčastnil (Slovensko prohrálo v osmifinále 1:2 po prodloužení s Brazílií). Na turnaji zastával funkci kapitána družstva.

### A-mužstvo
Kurty debutoval v A-mužstvu Slovenska 20. 8. 2003 v přátelském utkání v New Yorku (USA) proti reprezentaci Kolumbie (remíza 0:0). Byl to jeho jediný start za seniorský národní tým Slovenska.